# 孙强
孙强（1970年3月9日—），原中国飞镖职业运动员。曾参加PDC赛事。

## 职业生涯
在赢得了大中华区飞镖资格赛后，孙获得了2016年PDC世界飞镖锦标赛的资格。他在预赛中与米克·麦高恩(Mick McGowan)交手，但仅赢得一回合，最终以两比零的比分败北。一年后，孙再次赢得了中国的资格赛冠军。在预赛中，他与澳大利亚选手科里·卡德比(Corey Cadby)交手，并以0 - 2落败。卡德比的预赛平均得分为102.48分，比孙高出30分以上。

## 世界冠军赛结果

### PDC
- 2016: 预赛（0比2输给米克·麦高恩）
- 2017: 预赛（0比2输给科里·卡德比）